# 밉맵
3차원 그래픽스의 텍스처 매핑 분야에서, 밉맵(mipmap)은 렌더링 속도를 향상시키기 위한 목적으로 기본 텍스처와 이를 연속적으로 미리 축소시킨 텍스처들로 이루어진 비트맵 이미지의 집합이다. 밉맵스(mipmaps, MIP maps)라고도 한다. 이는 3차원 컴퓨터 게임, 비행 시뮬레이터, 기타 3차원 영상 시스템에서 폭넓게 사용되고 있다.
밉맵은 랜스 윌리엄스가 1983년 논문에서 피라미드 매개 변수 필터링(Pyramidal parametrics prefiltering)이라는 방법으로 처음 소개했다. 피라미드라는 표현은 밉맵이 크기 순으로 쌓여 있는 것으로 생각할 수 있다. MIP은 라틴어 multum in parvo(‘적은 공간에 더 많이’)의 머릿글자를 딴 것이다.

## 동작 원리

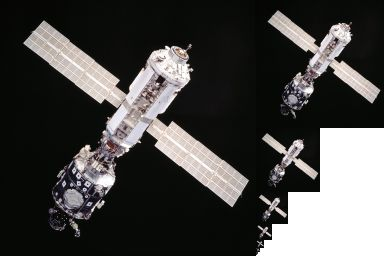
밉맵 집합의 예시. 오른쪽의 이미지들은 왼쪽의 원본 이미지의 축소판이다.

밉맵 집합의 각각의 비트맵 이미지는 기본 텍스처를 일정한 수준만큼 미리 축소한 것이다. 텍스처가 원래 크기 이상으로 보일 경우 기본 텍스처를 그대로 쓸 수도 있지만, 원래보다 멀거나 작게 보일 경우 축소된 텍스처를 렌더링에 대신(실제로는 보간 과정을 거쳐서) 사용한다. 이렇게 하면 렌더링에 사용되는 텍스처 픽셀(텍셀)의 수가 훨씬 줄어들기 때문에 렌더링 속도를 높일 수 있다. 밉맵 이미지들은 이미 앤티에일리어싱 처리가 되어 있으므로 렌더링 과정에서 일어날 수 있는 손실이 줄고, 실시간 렌더링의 부하도 줄일 수 있다. 확대 및 축소 과정도 이 방법으로 효율적으로 할 수 있다.
텍스처의 크기가 256×256 픽셀이라고 할 때(텍스처는 보통 정사각형 모양이므로 한 변의 길이는 2의 거듭제곱이다), 만들어지는 밉맵 집합은 각각 이전 이미지의 1/4 크기, 즉 128×128, 64×64, 32×32, 16×16, 8×8, 4×4, 2×2, 1×1 크기의 여덟 개의 이미지로 구성된다. 예를 들어 이 텍스처를 40×40 크기로 렌더링할 경우 64×64 크기와 32×32 크기 밉맵 이미지를 적절한 방법으로 보간해서 최종 이미지를 얻을 수 있다. 가장 간단한 방법은 최종 이미지의 각 픽셀과 가장 가까운 밉맵 이미지의 픽셀들의 평균을 구하는 것이고, 그 외에 신호 처리나 푸리에 변환 등을 사용하는 복잡한 방법도 사용할 수 있다.
밉맵 집합을 저장하는 데 필요한 용량은 원래 텍스처 용량의 1/4 + 1/16 + 1/256 + … = 1/3이다. 큰 용량을 필요로 하지 않는다는 것이 이 방법의 장점이지만, 많은 경우 확대 및 축소가 방향과 관계 없이 이루어지지 않고 한 방향이 다른 방향보다 더 많이 확대 및 축소가 된다. 이런 경우 적절한 해상도의 이미지를 사용하게 되는데, 해상도가 높다면 캐시 효율은 떨어지고 안티 앨리어싱이 한 방향으로 많이 일어나지만 최종 이미지의 품질은 높으며, 해상도가 낮다면 캐시 효율은 높아지지만 이미지가 너무 흐릿해져서 구별하기 힘들어진다.

## 변형 밉맵
밉맵의 문제를 해결하기 위해 비균일 밉맵, 또는 립 맵(rip-maps)이 사용되는 경우가 있다. 예를 들어 16×16 텍스처의 립 맵 집합은 16×8, 16×4, 16×2, 16×1, 8×16, 8×8, 8×4, 8×2, 8×1, 4×16, 4×8, 4×4, 4×2, 4×1, 2×16, 2×8, 2×4, 2×2, 2×1, 1×16, 1×8, 1×4, 1×2, 1×1 크기의 이미지로 구성된다. 하지만 이렇게 할 경우 필요한 용량이 원래 텍스처 용량의 네 배가 되기 때문에 잘 사용되지 않는다. 또한 회전에 대해서 밉맵을 적용하여 미리 45° 회전을 시킨 이미지를 저장할 수도 있으나 일반적인 밉맵보다 훨씬 많은 용량을 필요로 한다.
필요한 용량을 줄이면서 비균일한 축소 및 확대를 지원하기 위해 영역 합산 테이블을 사용하기도 한다. 텍스처 {\displaystyle (t_{jk})}가 주어져 있을 때, 영역 합산 테이블 {\displaystyle (s_{jk})}는 텍스처의 픽셀과 같은 수의 값들로 이루어져 있으며, 그 값 {\displaystyle s_{mn}}은 텍스처의 왼쪽 위 m×n 크기의 직사각형 안에 속하는 픽셀들의 합이다. 수학적으로는 다음과 같이 쓸 수 있다.
{\displaystyle s_{mn}:=\sum _{1\leq j\leq m,\ 1\leq k\leq n}t_{jk}}
따라서 이미지의 여러 픽셀을 하나로 대응시킬 때, (a1,b1] × (a2,b2] 직사각형 안의 텍셀들의 평균은 다음과 같이 구할 수 있다.
{\displaystyle s_{a_{2}b_{2}}-s_{a_{1}b_{2}}-s_{a_{2}b_{1}}+s_{a_{1}b_{1}} \over {(a_{2}-a_{1})(b_{2}-b_{1})}}
그러나 이 방법은 캐시 효율이 떨어지는 경향이 있으며, 테이블의 원소 하나 {\displaystyle s_{jk}}를 저장하는 데 필요한 자료형은 텍셀 {\displaystyle t_{jk}}를 저장하는 데 필요한 자료형보다 더 커야 한다. 이러한 이유로 오늘날 이 방법을 구현한 하드웨어는 거의 없다.
비등방성 필터링 과정에서는 보통 밉맵을 내부적으로 사용하며, 밉맵의 단점을 어느 정도 해결했다. 이 경우 높은 해상도의 이미지가 사용되지만 여러 텍셀이 한 방향으로 평균되어 그 방향으로 더 많은 필터링 과정을 거치게 된다. 이 방법은 캐시 효율을 다소 떨어뜨리지만 이미지의 품질을 상당히 향상시킨다.

## 같이 보기
- 앤티에일리어싱